# Porphyrospiza caerulescens
El yal azul (Porphyrospiza caerulescens) también denominado azulillo brasileño,  es una especie de ave paseriforme de la familia Thraupidae perteneciente al género Porphyrospiza , anteriormente situado en Emberizidae. Se encuentra en el extremo oriental de Bolivia y en Brasil.

## Distribución y hábitat
Se distribuye en el centro y este de Brasil desde el sur de Mato Grosso, sureste de Pará, centro de Maranhão y sur de Piauí, hacia el sur hasta Goiás, , oeste de Bahía, oeste y centro de Minas Gerais y norte de Mato Grosso do Sul; y en el este y sur de Bolivia (este del Beni y sureste de Santa Cruz, probablemente también en Chuquisaca).
Esta especie es considerada poco común y local en sus hábitats naturales: las zonas con abundancia de gramíneas, con arbustos y árboles bajos dispersos, especialmente en áreas rocosas, en el cerrado, en altitudes entre 500 y 1100 m.

## Descripción
Mide 12,5 cm de longitud. Su pico es delicado y las piernas color rojizo apagado. El macho adulto en época reproductiva exhibe un plumaje color azul cobalto vibrante y pico amarillo vivo; en la muda es manchado de pardo, a veces casi sin azul. La hembra tiene plumaje pardo canela por arriba y parduzca con rayado oscuro por abajo, el pico es amarillo con cúlmen negro. Los juveniles, con coloración semejante a la hembra, van ganando el tono azul a medida que se vuelven maduros.

## Estado de conservación
El yal azul ha sido calificado como casi amenazado por la Unión Internacional para la Conservación de la Naturaleza (IUCN) debido a que se ha vuelto rara y local en muchas áreas anteriormente ocupadas y a que probablemente su población, que no ha sido cuantificada, esté declinando moderadamente rápido debido a la conversión de sus hábitats de cerrado para agricultura.

### Amenazas
Ha ocurrido una extensa conversión de los hábitats de cerrado para agricultura mecanizada, creación de ganado y plantaciones de Eucalyptus. En Brasil, se consideraba que dos tercios del cerrado habían sido moderada o extensivamente alterados hacia 1993, con la mayor destrucción habiendo ocurrido desde 1950.

### Acciones de conservación
En curso. Ha sido registrado en áreas protegidas de Brasil, como los parques nacionales de Serra da Canastra, Chapada dos Veadeiros, Chapada dos Guimarães y en Brasilia, entre otros.

## Comportamiento
En la estación pos reproductiva, ambos sexos se juntan en pequeñas bandadas, que se alimentan despreocupadamente en el suelo, pero que no se juntan a otros semilleros.

### Alimentación
Se alimenta de insectos que busca entre el suelo pedregoso o caza en vuelo.

### Reproducción
Durante la reproducción, el macho canta en una percha próxima al nido para delimitar su territorio. El nido tiene formato de taza y es confeccionado con gramíneas secas a pocos centímetros del suelo, en el medio de arbustos. Los huevos son blancos con pintas marrón y otras negras. El macho ayuda en la alimentación de las crías pero no participa de la incubación. La coloración parda de la hembra le permite un buen camuflaje mientras está incubando ya que se asemeja mucho a la coloración de los pastos secos usados en la confección del nido y que circundan el local donde fue construido, diferentemente del macho, que con su color vibrante puede atrair predadores. Tiene en promedio 2 nidadas por estación con 3 huevos cada una, la incubación dura 14 días y las crías abandonan el nido 9 días después del nacimiento.

### Vocalización
El canto del macho es un «suí-suíííu» o  suí-suí-síííu fino, a veces doblado, emitido de lo alto de un arbusto o roca. Es parecido al de Ammodramus humeralis como resultado de la convergencia adaptativa de la voz, ambos cantando próximos unos a los otros en ciertas épocas del año.

## Sistemática

### Descripción original
La especie P. caerulescens fue descrita por primera vez por el naturalista alemán Maximilian zu Wied-Neuwied en 1830 bajo el nombre científico Tanagra caerulescens; la localidad tipo es «interior de Bahía, Brasil».

### Etimología
El término femenino Porphyrospiza se construye con palabras en el idioma griego, en donde: «porphyros» significa «de color púrpura», y «σπσα spiza», que es el nombre común del pinzón vulgar (Fringilla coelebs), vocablo comúnmente utilizado en ornitología cuando se crea un nombre de un ave que es parecida a un pinzón; y el nombre de la especie «caerulescens» proviene del latín y significa «azulado».

### Taxonomía
La presente especie ya fue colocada, en el pasado, en la familia Cardinalidae debido a su parecido con las especies del género Passerina y hasta fue incluida en dicho género. Durante mucho tiempo también se consideró que pertenecía a la familia Emberizidae, hasta que los datos morfológicos  y robustos estudios genéticos demostraron pertenecer a la familia Thraupidae. Con esta base fue transferido para Thraupidae, junto a numerosos otros géneros, siguiendo la aprobación de la Propuesta N° 512 al Comité de Clasificación de Sudamérica (SACC) en noviembre de 2011.
Tradicionalmente se consideró que el género Porphyrospiza era monotípico, hasta que más recientemente, publicaciones de filogenias completas de grandes conjuntos de especies de la familia Thraupidae basadas en muestreos genéticos, demostraron que dos especies antes incluidas en Phrygilus, Phrygilus alaudinus y P. carbonarius, eran hermanas de la presente. Las tres especies comparten características de la estructura, del formato del pico, algunos aspectos de la coloración del plumaje (principalmente de las hembras) y el canto. En la Propuesta N° 730 parte 02 al SACC se aprobó la transferencia de las dos especies al presente género, que pasó a ser politípico.
Los datos presentados por los amplios estudios filogenéticos recientes comprobaron que la presente especie es hermana del par formado por Porphyrospiza alaudina y P. carbonaria  y que este clado es pariente próximo de Rhopospina fruticeti.
No se reconocen subespecies, o sea, es monotípica.